# Taxithelium selenithecium
Taxithelium selenithecium är en bladmossart som beskrevs av Paris in Brotherus 1908. Taxithelium selenithecium ingår i släktet Taxithelium och familjen Sematophyllaceae. Inga underarter finns listade i Catalogue of Life.